# ناو آکاشی
ناو آکاشی (به انگلیسی: Japanese cruiser Akashi) یک کشتی بود که طول آن ۹۳٫۵ متر (۳۰۶ فوت ۹ اینچ) بود. این کشتی در سال ۱۸۹۷ ساخته شد.